# 위징 (스피드스케이팅 선수)

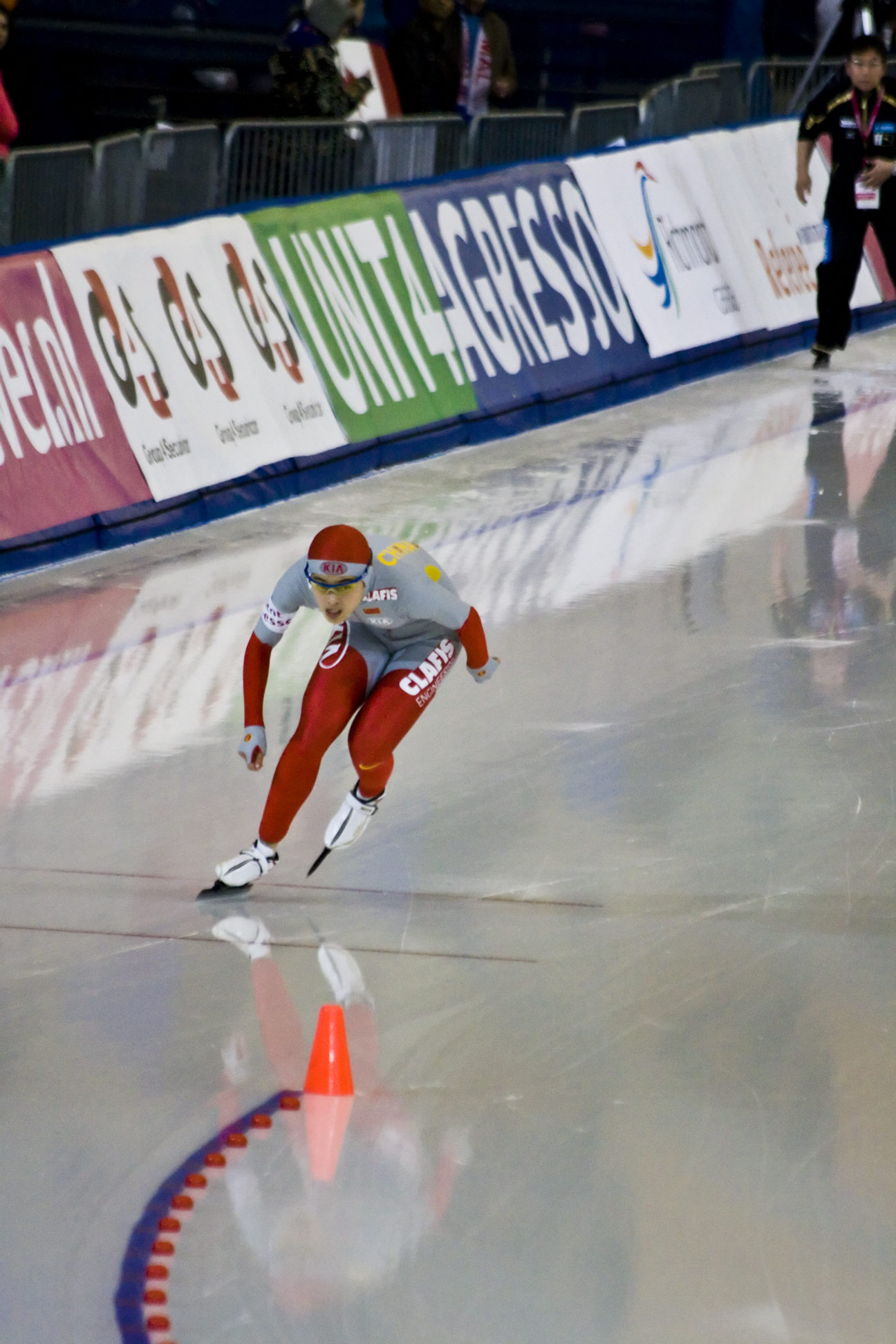

위징(중국어: 于静, 1985년 5월 29일~)은 중화인민공화국의 여자 스피드 스케이팅 선수이다. 단거리 전문 선수이다. 2010년 동계 올림픽 1000m에 출전하였다. 2012년 세계 스프린트 선수권에 출전하여, 500m에서 36초 94를 기록하여 세계 신기록을 경신하며 종합 우승하였다.